# Sarcey (Rhône)
Sarcey település Franciaországban, Rhône megyében. Lakosainak száma 979 fő (2022. január 1.). Sarcey Saint-Vérand, Le Breuil, Bully, Légny, Saint-Romain-de-Popey és Vindry-sur-Turdine községekkel határos.

## Népesség
A település népessége az elmúlt években az alábbi módon változott:
| Lakosok száma | 958  | 990  | 1026 | 1002 | 1009 | 1016 | 1002 | 987  | 979  |
|               | 2013 | 2015 | 2016 | 2017 | 2018 | 2019 | 2020 | 2021 | 2022 |